# Mislav Lončar
Mislav Lončar, hrvatski reprezentativni rukometni vratar
Sudionik SP do 19 održanog 2005. u Kataru na kojem je osvojio broncu.